# Джустиниани, Винченцо
Винченцо Джустиниани (итал. Vincenzo Giustiniani; 13 сентября 1564, Хиос, Генуэзская республика— 27 декабря 1637, Рим, Папская область) — римский аристократ, маркиз, банкир Ватикана, коллекционер живописи и античной скульптуры. Известен в первую очередь благодаря своей коллекции произведений искусства и в качестве покровителя художников Никола Пуссена и Караваджо. Знаменитая коллекция была собрана Винченцо и его старшим братом, кардиналом Бенедетто Джустиниани и размещалась в Палаццо Джустиниани в Риме.

## Биография
Семья Джустиниани генуэзского происхождения. Отец Винченцо, Джузеппе Джустиниани был банкиром, правившим островом Хиос в Эгейском море, но покинувшим остров после его завоевания Османской империей в 1566 году. Остров был разграблен, церкви разрушены или превращены в мечети. Некоторые члены семьи были взяты в плен и отправлены в Константинополь. Около двадцати младших Джустиниани были призваны янычарами. Трое приняли свою судьбу; остальные восемнадцать были убиты 6 сентября 1566 года. Картина об их мученической смерти находится во Дворце дожей в Генуе.
Оставшиеся члены семьи перебрались в Рим. Старший брат Винченцо — Бенедетто выбрал духовную карьеру, став в 1587 году кардиналом. Отец умер в 1600 году. Продолжателем банкирского дела отца стал Винченцо. Братья Джустиниани поселились в здании напротив церкви Сан-Луиджи-деи-Франчези, для которой молодой Караваджо написал несколько картин, и на которые приходили смотреть многие жители Рима.
Некоторое время официальным художником маркиза Джустиниани был Никколо Реньери. С Джустиниани был знаком художник и историограф Иоахим фон Зандрарт. Сохранились живописный портрет маркиза работы Никколо Реньери и его гравированный портрет в книге Зандрарта «Немецкая академия зодчества, ваяния и живописи» (Teutsche Academie der Edlen Bau-, Bild- und Mahlerey-Künste, 1675—1679). Маркиз полагался на советы Зандрарта при покупке картин художников из северных стран.
Джустиниани интересовался многими другими областями, писал эссе по архитектуре, музыке и изобразительному искусству, а также по таким практическим вопросам, таким как охота, путешествия и торговля лошадьми. Друг и сосед первого покровителя Караваджо, кардинала Франческо Мария дель Монте, Винченцо Джустиниани поддержал художника, купив его картину «Святой Матфей и Ангел» (первую версию запрестольного образа для Капеллы Контарелли церкви Сан-Луиджи-деи-Франчези), когда церковные чиновники отвергли её по причине «отсутствия приличия» (эта работа утрачена во время пожара в Берлине в 1945 году).
Маркиз также построил красивый дворец с прилегающим к нему парком в своей вотчине Бассано-Романо (Лацио), которая затем перешла к семье Одескальки и, наконец, продана итальянскому государству в 2003 году (она лишена какой-либо мебели и находится в состоянии серьезной заброшенности). Фрески в некоторых залах дворца достаточно хорошо сохранились: самые важные — Комната Вечного Счастья (1610), работы редкого живописца Паоло Гвидотти Боргезе (потолок), «Галерея», считающаяся шедевром Франческо Альбани (потолок с изображением Падения Фаэтона), и, наконец, «Маленькая комната Дианы» (1609), в которой рассказы о богине Диане на потолке написаны художником Доменико Дзампьери, известным под именем Доменикино (1609).

## Коллекция Джустиниани
Оба брата были страстными меценатами, и созданная ими коллекция произведений искусства была одной из самых значительных в своё время. В ней имелось пятнадцать произведений Караваджо, чей бескомпромиссный натурализм отпугивал многих аристократических ценителей искусства. Старший брат — Бенедетто Джустиниани был большим поклонником живописи Микеланджело Меризи да Караваджо. Страсть к творчеству художника он привил и своему младшему брату.
В собрание самого Бенедетто входили четыре картины живописца: утраченная «Кающаяся Магдалина» (до 1602 г.) с изображением обнажённой грешницы в пустыне с протянутыми ко Христу руками, также утраченный «Портрет сидящего кардинала Джустиниани», «Христос в Гефсиманском саду со спящими апостолами» (до 1621), сгорела во время пожара в 1945 году в музее кайзера Фридриха в Берлине, и «Святой Иероним в размышлении» (около 1606 г.), которую ныне отождествляют с полотном в аббатстве Святой Девы Монсерратской близ Барселоны. Кроме работ кисти самого Караваджо, в коллекции Бенедетто Джустиниани было много картин художников его круга.
После смерти Бенедетто в 1621 году в его коллекции насчитывалось более 300 картин (из них 15 — Караваджо) и более 1200 скульптур. Различные описания и каталоги коллекции, известные под наименованием «Галерея Джустиниана» (Galleria Giustiniana), составляют один из важнейших ресурсов, с исторической и критической точек зрения, по истории коллекционирования в первой половине XVII века.
В 1631 году «Галерея Джустиниани» была опубликована под руководством Иоахима фон Зандрарта в виде сборника гравюр галереи античных скульптур, известной в первую очередь благодаря «Афине Джустиниани» и «Гестии Джустиниани». В 1960 году был опубликован полный научный каталог, позволивший реконструировать прежнее собрание.
Коллекция братьев Джустиниани была рассеяна в начале XIX века. Часть картин была продана в Париже в 1808 году. Основную часть картинной галереи выкупили прусские Гогенцоллерны. Так в 1815 году король Пруссии Фридрих Вильгельм III приобрёл более 160 картин, наиболее важные из них хранятся в берлинских музеях, хотя некоторые, в том числе три шедевра Караваджо, были потеряны при пожаре на складе Фридрихсхайн в 1945 году. В Берлинской картинной галерее находятся 43 картины из коллекции Джустиниани (самая известная: «Победа любви» Караваджо); другие хранятся в художественной галерее Потсдамского замка Сан-Суси. Остальные картины экспонируются в Национальной галерее в Лондоне, в Эрмитаже в Санкт-Петербурге и в Музее истории искусств в Вене. Другие произведения разбросаны по частным коллекциям Европы и США. Из скульптур многие находятся в музеях Ватикана и в коллекции Торлония в Риме.
В Эрмитаже хранится одна из трёх известных версий картины «Лютнист» (другое название: Юноша с лютней), приобретённой Винченцо Джустиниани (инв. № ГЭ 45).